# Rashela Mizrahi
Rashela Mizrahi (en macedonio: Рашела Мизрахи; Skopie, 24 de noviembre de 1981) es una médico veterinaria y política, que ha sido la primera persona judía de Macedonia del Norte en ser nombrada ministro de un gobierno de este país.

## Biografía
Rashela Mizrahi nació el 24 de noviembre de 1989 en Skopie, RFS de Yugoslavia. Sus padres, Viktor y Liljana Mizrahi, son judíos; tiene un hermano, Rahamim. Muchos de los miembros de su familia fueron enviados al campo de exterminio de Treblinka durante el Holocausto, donde fallecieron.

### Carrera académica
Mizrahi estudió en la Universidad Santos Cirilio y Metodio de Skopie, y obtuvo su doctorado en Bioquímica en la Universidad Bar-Ilan de Israel. Trabajó en su alma mater entre 2007 y 2009, como asistente en el Departamento de Fisiología de la Facultad de Medicina Veterinaria de la misma.

## Carrera política
Mizrahi se unió al partido nacionalista de derecha VMRO-DPMNE en 2017. El 3 de enero de 2020, Mizrahi fue nombrada Ministra del Trabajo y Política Social, convirtiéndose en la primera persona judía de Macedonia del Norte en ostentar un cargo ministerial; sin embargo, su nombramiento no estuvo exento de ataques y comentarios antisemíticos, sobre todo por miembros de la Unión Socialdemócrata de Macedonia, lo que llevó al presidente del partido, Zoran Zaev a ofrecerle disculpas de manera pública.  Mizrahi ya había recibido ataques antisemitas y un ambiente político hostil durante su carrera, incluso antes de ser nombrada Ministra del Trabajo y Política Social.

### Controversia y posterior despido
Mizrahi causó controversia cuando fue fotografiada delante de una placa con el nombre anterior del país, República de Macedonia, en vez de República de Macedonia del Norte. El entonces Ministro de Asuntos Exteriores, Nikola Dimitrov, recibió una nota de protesta del gobierno griego por considerarlo una violación del Acuerdo de Prespa. El 15 de febrero de 2020, la Asamblea de Macedonia del Norte votó para despedir a Mizrahi de su cargo, con 62 votos a favor y 26 votos en contra.

### Reelección
En las elecciones parlamentarias de junio de 2020, Mizrahi fue nuevamente electa al parlamento de Macedonia del Norte. Entre sus responsabilidades actuales, se encuentra la presidencia del Grupo de Amistad Interparlamentario Macedonia del Norte - Israel.